# ویرجی، کنتاکی
ویرجی (به انگلیسی: Virgie) یک منطقهٔ مسکونی در ایالات متحده آمریکا است که در شهرستان پایک، کنتاکی واقع شده‌است. ویرجی ۲۷۴٫۹۳ متر بالاتر از سطح دریا واقع شده‌است.